# 大阪樟蔭女子大学の人物一覧
大阪樟蔭女子大学の人物一覧（おおさかしょういんじょしだいがくのじんぶついちらん）は、大阪樟蔭女子大学に関係する人物の一覧記事。

## 著名な教職員

### 学芸学部
- 桂かい枝（客員教授）
- 北山晴一（被服学科教授、大学院人間科学研究科化粧ファッション学専攻長）
- 木村三四吾（名誉教授）
- 森西真弓（名誉教授）
- 肥田美代子（国文学科教授）
- 古川綾子 (国文学者) （国文学科准教授）
- 小河勝（樟蔭中高教育アドバイザー）

## OB・OG

### 文学
- 田辺聖子（小説家）

### 芸能
- 松嶋尚美（お笑い芸人・短大）
- 松本孝美（モデル）

### スポーツ
- 山泉和子（卓球選手）

### マスコミ
- 廓正子（演劇評論家、元産経新聞社大阪本社文化部記者）
- 石田佳世（高知放送アナウンサー）
- 打上順子（元長崎文化放送アナウンサー）
- 小池裕美子（元日本テレビ放送網アナウンサー）
- 後藤明子（フリーアナウンサー）